# Gilda Musa
Gilda Musa (Forlimpopoli, 1926 – Milano, 26 febbraio 1999) è stata una giornalista, poetessa e scrittrice italiana di fantascienza.
È stata la moglie dello scrittore e critico Inisero Cremaschi.

## Opere

### Poesia
- Il porto quieto, Schwarz, 1953
- Morte di volo, Sciascia, 1957
- Poesia tedesca del dopoguerra, Schwarz, 1958
- Le armi, Rebellato, 1959
- Amici e nemici, Ca' Diedo, 1961
- Gli onori della cronaca: 1961-1962, Sciascia, 1964
- La notte artificiale, Quartiere, 1965
- Lettere senza francobollo, Sciascia, 1972

### Romanzi di fantascienza
- Le grotte di Marte , collana Identikit n. 9, Bietti, 1974 (con Inisero Cremaschi)
- Giungla domestica, collana Andromeda n. 17, Dall'Oglio, 1975
- Dossier extraterrestri, Playbook, Rusconi, 1978 (romanzo breve; con Inisero Cremaschi)
- Fondazione "Id", collana Cosmo n. 116; Editrice Nord, 1976
- Esperimento donna, collana Presenze del Futuro, Giovanni De Vecchi Editore, 1979
- L'arma invisibile, collana I Nuovi Adulti n. 31, Società Editrice Internazionale, 1982

### Raccolte di racconti di fantascienza
- Strategie, collana Effetti Speciali n.1, Cappelli, 1968
- La farfalla sul soffitto, I Contemporanei, Edizioni Amadeus, 1988
- Festa sull'asteroide, collana Andromeda n. 3, Dall'Oglio, 1972

### Racconti di fantascienza
- L'unico abitabile, in Esperimenti con l'ignoto, Futuro, 1963
- Memoria totale, collana Futuro n. 3, Futuro, 1963
- Max, in Interplanet n. 4, Casa Editrice La Tribuna, 1964
- Trenta colonne di zeri, collana Futuro n. 5, Futuro, 1964
- Terrestrizzazione, in I Labirinti del terzo pianeta. Nuovi racconti italiani di fantascienza, I Libri dell'Orsa Maggiore, Nuova Accademia Editrice,  1964
- Racconto a sei mani, in I Labirinti del terzo pianeta. Nuovi racconti italiani di fantascienza, I Libri dell'Orsa Maggiore, Nuova Accademia Editrice, 1964 (con Anna Rinonapoli e Inìsero Cremaschi)
- Amanti della scienza, in Strategie, collana Effetti Speciali n. 1, Cappelli, 1968
- Più o meno una macchina, in Strategie, collana Effetti Speciali n. 1, Cappelli, 1968
- I traditori, in Strategie, collana Effetti Speciali n. 1, Cappelli, 1968
- La notte artificiale, collana Fenarete nn. 128/129, Editoriale Fenarete, 1971
- Tempi diversi, in Festa sull'asteroide, collana Andromeda n. 3, Dall'Oglio, 1972
- Abhorrens, in Festa sull'asteroide, collana Andromeda n. 3, Dall'Oglio, 1972
- Festa sull'asteroide, in Festa sull'asteroide, collana Andromeda n. 3, Dall'Oglio, 1972
- Alla ricerca dei Likiani, in Zoo-Fantascienza, collana Andromeda n. 9, Dall'Oglio, 1973
- Gli uomini del garage, in I cieli degli UFO, Edizioni GEIS, 1975
- Mascherature parallele, collana Cosmo Informatore nn. 1 e 2, Editrice Nord, 1976
- Una in grigio, una in rosa, in La Bancarella, supplemento a Il Lavoro, 1976
- Girotondo con il cadavere, in Corriere d'Informazione, 1976
- Pirati spaziali, in Battaglie stellari, Edizioni GEIS, 1977
- Gli ex-bambini, Robot n. 23, Armenia, 1978
- Marinella super, collana I Nuovi Adulti n. 11; Società Editrice Internazionale, 1978
- Visto dall'alto, da lontano, in Universo e dintorni; collana I garzanti, Garzanti, 1978
- Esperimento donna, in Esperimento donna, collana Presenze del Futuro, Giovanni De Vecchi Editore, 1979
- Ultimo quarto di luna sul mare, in Esperimento donna, collana Presenze del Futuro, Giovanni De Vecchi Editore, 1979
- Davanti a una siepe di more, in Esperimento donna, collana Presenze del Futuro, Giovanni De Vecchi Editore, 1979
- Archeologia vivente, in Esperimento donna, collana Presenze del Futuro, Giovanni De Vecchi Editore, 1979
- L'invito, in Esperimento donna, collana Presenze del Futuro, Giovanni De Vecchi Editore, 1979
- Proprietà privata, in Esperimento donna, collana Presenze del Futuro, Giovanni De Vecchi Editore, 1979
- Memorie di una nave, in U.F.O. e dischi volanti, Grande Enciclopedia della Fantascienza, Editoriale Del Drago, 1980
- Il castello, la fattoria, le macerie, collana La Collinam Editrice Nord, 1980
- Creature prodigio, collana La Collina n.4; Editrice Nord, 1980
- Il museo dei figli della Terra, collana Futura n.5, Peruzzo, 1984
- Non andare sull'isola, in L'Unità, 1986
- La farfalla sul soffitto, in La farfalla sul soffitto, I Contemporanei, Edizioni Amadeus, 1988
- Oltre il promontorio, in La farfalla sul soffitto, I Contemporanei, Edizioni Amadeus, 1988
- L'invito, in La farfalla sul soffitto, I Contemporanei, Edizioni Amadeus, 1988
- Il colore della colpa, in La farfalla sul soffitto, I Contemporanei, Edizioni Amadeus, 1988
- Avventura nel verde, in La farfalla sul soffitto, I Contemporanei, Edizioni Amadeus, 1988
- Archeologia vivente, in La farfalla sul soffitto, I Contemporanei, Edizioni Amadeus, 1988
- Silvano e la luna, in La farfalla sul soffitto, I Contemporanei, Edizioni Amadeus, 1988
- Musica perduta, in La farfalla sul soffitto, I Contemporanei, Edizioni Amadeus, 1988
- Lui e l'altro, in La farfalla sul soffitto, I Contemporanei, Edizioni Amadeus, 1988
- Creature prodigio, in La farfalla sul soffitto, I Contemporanei, Edizioni Amadeus, 1988
- Villaggio di montagna sotto la neve, in La farfalla sul soffitto, I Contemporanei, Edizioni Amadeus, 1988
- Velia nelle dodici zone, in La farfalla sul soffitto, I Contemporanei, Edizioni Amadeus, 1988
- L'uomo che c'era e non c'era, in Misteri, in Brivido Italiano, Camunia editrice, 1992
- Le grotte di Marte, in Topo di Biblioteca n. 30, Editrice Piccoli, 1996

## Altre opere
- Viaggio in Grecia di Natalina Vassalini
- Traduzioni per AA. VV., Lettere d'amore di due millenni, Arnoldo Mondadori Editore, 1958

## Premi
- Premio Italia
  - 1976 per Giungla Domestica
  - 1978 per Gli ex-bambini
  - 1980 per Esperimento donna
  - 1982 per Fondazione Id
  - 1983 per L'arma invisibile